# Grand Paris Express
O Grand Paris Express é um projeto da rede de transportes públicos composto de quatro linhas de metrô automática em torno de Paris, e da extensão de duas linhas existentes. Com um comprimento total de 200 quilômetros, ele deve ser realizado pela Société du Grand Paris (SGP), no quadro de um acordo com a Île-de-France Mobilités. Ele se inscreve em um projeto mais amplo de desenvolvimento econômico e social para a região parisiense do qual ele é um dos pilares principais com a realização do pólo de Saclay, como afirma a lei de 3 de junho de 2010 relativa à Grande Paris. O impacto social e econômico desta infraestrutura é considerável, como mostrado pelos registros de avaliação produzidos pela Société du Grand Paris e contra expertises de várias oportunidades no contexto da aplicação dos textos em vigor.
Inscrito no quadro da Grande Paris, Grand Paris Express é um produto do acordo alcançado em 26 de janeiro de 2011 entre o Conselho Regional da Ilha de França e o Estado, na esteira dos debates públicos portando seus dois projetos de metrô em anel, o Réseau de transport public du Grand Paris e o Arc Express. Este acordo foi alterado em março de 2013 pelo governo Ayrault para chegar ao projeto atual.

## História

### Primícias
Desde o século XIX, Paris tinha duas linhas da estrada de ferro em anel: a Petite Ceinture (concluída em 1869), fazendo a volta de Paris dentro do boulevards dos Marechais e a Grande Ceinture (terminada em 1886), formando um circuito em torno de Paris a uma distância de 5 a 20 km do Muro de Thiers (no local do atual Boulevard Périphérique). Essas duas linhas em anel, que preexistem ao Metrô de Paris, transportando passageiros e carga. A estes anéis se juntam várias linhas de tramway, também em anel.

#### Orbitale
Durante a revisão do Schéma directeur de la région Île-de-France (SDRIF) pelo Estado, no início da década de 1990, vários projetos de metrô em anel na Ilha de França foram novamente mencionados. Assim, o Instituto de desenvolvimento e de urbanismo da região de Île-de-France (IAURIF) propôs a criação de dois anéis: uma linha de metrô na coroa próxima, propondo estações nas proximidades (um quilômetro) e emalhando as ligações radiais e uma linha mais exterior, perto da Estrada nacional 186, incluindo a linha de tramway T1 e o Trans-Val-de-Marne; a Direcção regional do Equipamento da Île-de-France (DREIF) propôs, ela, uma rede rápida estruturante (o Anel ou Interpôles), completando as linhas RER, e ligando os pólos de desenvolvimento (Marne-la-Vallée, Créteil, Bobigny...) com distâncias mais altas entre as estações (três quilômetros) e uma velocidade mais elevada. Esses projetos respondem a duas ambições diferentes: enquanto que a primeira tem como objetivo a estruturar o centro da aglomeração, a segunda tem como objetivo favorecer o desenvolvimento dos pólos (policentrismo) e os ligar entre eles.
É finalmente o primeiro projeto, denominado Orbital, que foi inscrito no SDRIF de 1994. No entanto, não comprometeu no âmbito do Contrato de plano Estado-Região de 1994 a 1998, devido ao seu custo, os grandes projetos EOLE e METEOR tendo mobilizado, como assinou um contrato para o plano anterior, uma grande parcela de financiamento público. Se várias linhas de bonde previstas por Orbitale foram realizadas no âmbito dos contratos Estado-Região 2000-2006 e 2007-2013, a linha de metrô na próxima coroa não foi realizada.
Orbitale pode ser considerada como a ancestral dos projetos Orbival, Métrophérique e Arc Express, que todos têm assumido os elementos básicos deste projeto.

#### Orbival
Em 10 de julho de 2006, o Conselho Geral do Vale do Marne fez o Orbival (contração de Orbital e de Val-de-Marne), declinação local e detalhada de Orbitale. O projeto consistia em ligar Val-de-Fontenay (RER A e E) a Arcueil-Cachan (RER B), ligando todas as linhas radiais atravessando o departamento. De acordo com o Conselho geral, este projeto permitiria uma mudança modal de 20 %, que é da ordem de 40 000 carros a menos no departamento, que descongestionaria a auto-estrada A86; ele transportaria de 250 000 a 300 000 passageiros por dia.
Orbival tem sido usado por um consenso entre as autoridades eleitas e coletividades de toda tendência política do departamento (incluindo Christian Favier, presidente comunista do Conselho geral, e Jacques J. P. Martin, chefe da oposição UMP do departamento e prefeito de Nogent-sur-Marne), na associação Orbival. Esta último reunia muitas cidades do departamento, mas também a Cidade de Paris, o Conselho geral de Seine-Saint-Denis ou as cidades dos Altos do Sena e de Seine-Saint-Denis. Dominique Bussereau, secretário de Estado dos transportes, tem também dito estar "muito interessado" pelo projeto em 28 de agosto, 2008.
O projeto Orbival foi totalmente incluído no Arc Express, dentro do seu Arc Sud, depois por sua vez no projeto do Grande Paris Express.

### Projetos de iniciadores

#### Métrophérique
Por ocasião da revisão do Schéma directeur de la région Île-de-France, a RATP apresentou no início de outubro de 2006 um novo projeto de metrô em anel, chamado Métrophérique, inspirado no projeto Orbitale.

#### Arc Express
Arco Express foi um projeto do metrô automático do "anel" em torno de Paris, situado na coroa próxima, com um comprimento total de 60 km. Oficialmente contratado por Jean-Paul Huchon, presidente da região da Ilha de França e Pierre Mutz, prefeito da região em 5 de dezembro de 2007, este projeto deveria promover a ligação de subúrbio a subúrbio e melhorar o serviço de ligação nos transportes públicos, graças às correspondências com as linhas de transporte existentes ou em projeto (metrôs, RER, Transiliens, tramways). Ele deveria também ser um projeto de desenvolvimento do território, uma vez que ele era esperado para servir aos principais centros de atividade econômica e de habitação existentes ou em desenvolvimento da pequena coroa.

#### Réseau de transport public du Grand Paris

Esquema do Réseau de transport du Grand Paris.

O Réseau de transport public du Grand Paris (Rede de transporte público de Grande Paris), também chamado de Métro Grand Paris, foi um projeto de três linhas de "supermetrô automático regional" na volta de Paris, proposta por Christian Blanc, secretário de Estado encarregado do Desenvolvimento da região da capital e foi anunciado oficialmente pelo presidente Nicolas Sarkozy, em 29 de abril de 2009, que caiu no quadro do Grand Paris. Este projeto deveria promover os deslocamentos de subúrbio a subúrbio, aliviar as linhas hoje mais saturadas (linha 13, RER A, RER B, etc.), abrir os territórios marginalizados. Ligando os principais pólos de desenvolvimento, a futura infraestrutura de transporte previa acompanhar a criação de mais de um milhão de empregos até 2030.
Ao longo de 155 km, o Réseau de transport public du Grand Paris deve servir a um total de quarenta estações de, a fim de garantir uma velocidade comercial importante, promovendo as longas viagens da Ilha de França ou entre pólos. A linha 14 do Metrô de Paris , que poderia ser estendido para o norte para Paris e do sul para o Aeroporto de Orly. Este eixo foi complementada por duas linhas que formam um "circuito duplo" em torno de Paris, servindo as áreas onde as necessidades de transporte são importantes, mas também os principais e futuros pólos econômicos como La Défense ou o Planalto de Saclay e os aeroportos de Orly e de Roissy. É sobreposta sobre uma parte significativa de sua carreira, incluindo a oeste e a sul de Paris, a elaboração de um projeto semelhante da região da Ilha de França, denominado Arc Express.

Plano de rede que atende ao esquema, validado pelo decreto de, antes da reformulação em março de 2013.

Em 26 de janeiro de 2011, poucos dias de seus fechamentos, o Estado e a região da Ilha de França, conseguiram finalmente pela assinatura de um protocolo de acordo, se pronunciando agora em uma visão comum em que o essencial do projeto de Rede de transportes públicos da Grande Paris foi mantido e amalgamado ao Arc Express sob o nome de Grand Paris Express, a respeito de projetos de Grand Paris Express, mas também incluindo um plano de mobilização, incluindo a melhoria de linhas existentes, o desenvolvimento de novos tramways e tangenciais.

## Apresentação da rede
O Grand Paris Express será uma rede automática de metrô ao longo de 200 quilômetros, que servirá 72 estações. Ele será organizado em torno de ligações de anel servindo territórios de próxima e média coroas e de uma ligação diametral permitindo os ligar ao coração da aglomeração.

Plano da rede após a reformulação de março de 2013.

### Quatro linhas e duas extensões
O Grand Paris Express será composta de quatro novas linhas, e duas extensões, uma das quais resultante das extensões para o norte e para o sul da linha 14.

#### Extensão da linha 11
A extensão da linha 11 visa ligar Rosny-Bois-Perrier a Noisy - Champs, com três estações intermediárias, uma em Villemomble e duas em Neuilly-sur-Marne. O objetivo da abertura desta seção é de 2025, mas o orçamento não estando em 2017 reunido para esta linha, este horizonte deve ser empurrado para frente.

#### Extensão da linha 14
A extensão da linha 14 destina-se a ligar a estação Saint-Denis Pleyel à estação Aéroport d'Orly, antes de 2024. Ao longo de cerca de 28 kilômetros, ela será o resultado das extensões norte e sul desta linha. A extensão norte para Mairie de Saint-Ouen está em obras; a sua inauguração foi prevista para 2019 mas devido a duas enchentes devido aos lençóis freáticos em junho e dezembro de 2016, o trabalho foi interrompido por 14 meses, o que não permite mais a inauguração antes de 2020..

#### Linha 15: linha circular
A linha 15 é um projeto de linha de metrô automático que visa ligar Noisy - Champs a Champigny Centre passando por Bry-sur-Marne, Villiers-sur-Marne, Champigny-sur-Marne, Saint-Maur-des-Fossés, Créteil, Vitry-sur-Seine, Villejuif, Arcueil, Cachan, Bagneux, Châtillon, Montrouge, Clamart, Issy-les-Moulineaux, Vanves, Boulogne-Billancourt, Saint-Cloud, Rueil-Malmaison, Nanterre, Puteaux, La Défense, Courbevoie, Bois-Colombes, Asnières-sur-Seine, Gennevilliers, Saint-Denis, Aubervilliers, Bobigny, Drancy, Bondy, Rosny-sous-Bois, Fontenay-sous-Bois e Nogent-sur-Marne, quando será concluída em 2030.
A configuração da linha 15 é muito próxima à da linha Métrophérique proposta em 2006 pela RATP.

#### Linhas 16 e 17: linhas complementares
As linhas 16 e 17 serão duas linhas complementares que terão um tronco comum de Saint-Denis a Le Bourget.
A linha 16 servirá La Courneuve, Le Bourget, Le Blanc-Mesnil, Aulnay-sous-Bois, Sevran, Clichy-sous-Bois, Montfermeil e Chelles e terá o seu terminal em Noisy - Champs.
A linha 17 servirá o Aeroporto de Le Bourget, o Triângulo de Gonesse (projeto EuropaCity), o Parc des expositions Villepinte, até o Terminal 2 do Aeroporto Charles-de-Gaulle. Ela será estendida em seguida  para o seu terminal em Le Mesnil-Amelot e também irá para Nanterre, para servir La Garenne-Colombes e Colombes antes de emprestar um tronco comum com a linha 15 por Les Grésillons até Saint-Denis.

#### Linha 18: linha de metro de pequena capacidade
A linha 18 é um projeto de linha de metrô automática de pequena capacidade do Grand Paris Express. Ao longo de 35 quilômetros, ela ligará em um primeiro momento, o Aeroporto de Orly a Versalhes via Saint-Quentin-en-Yvelines, o planalto de Saclay e a estação TGV de Massy - Palaiseau. Posteriormente, seria estendido por cerca de quinze quilômetros de Versalhes a Nanterre passando por Rueil-Malmaison. Esta linha deverá receber o número 18 na rede metropolitana da RATP. Ela está prevista para ser concluída depois de 2030. Sua primeira seção, de Massy ao planalto de Saclay, está prevista para 2025. Para esta linha, a SGP pode, a pedido do governo, lançar um concurso público sobre performance visando conceber, realizar e assegurar a manutenção da linha.